# Dymisorie
Dymisorie (łac. dymisoris) – w prawie kościelnym listy polecające składane przez odpowiednią osobę dla mającego przyjąć święcenia.
W IV części kodeksu prawa kanonicznego poświęconej święceniom znajduje się opis w jakich sytuacjach potrzebne są i jak mają być składane dymisoria. (KPK, kan. 1015, 1018, 1019, 1020, 1021, 1022, 1023, 1052).
Dymisorie udziela biskup miejscowy kandydatowi, który ma być wyświęcony na diakona lub prezbitera. Ten kto wystawia dymisorie może również udzielić święceń o ile jest biskupem.
Kleryk z seminarium diecezjalnego otrzymuje dymisorie od:
- biskupa miejsca lub
- administratora apostolskiego oraz - za zgodą kolegium konsultorów - administratora diecezji, prowikariusza lub proprefekta apostolskiego w zgodzie z prawem

Jeśli biskup diecezjalny odmówił udzielania święceń kandydatowi, osoby o których mowa w punkcie drugim nie powinny tych dymisoriów wystawiać
Kleryk zgromadzenia zakonnego na prawie papieskim albo kleryckiego stowarzyszenia życia apostolskiego na prawie papieskim otrzymuje dymisorie od wyższego przełożonego instytutu o ile tenże jest związany wieczyście z danym instytutem lub stowarzyszeniem. Dymisorie mają poświadczać, że kandydat jest podwładnym wystawiającego oraz że jest członkiem instytutu lub stowarzyszenia.
Święcenia wszystkich pozostałych alumnów odbywają się na tych samych zasadach co kleryków diecezjalnych.
Dymisorie można udzielić po złożeniu wszystkich świadectw i dokumentów (patrz kan.: 1050 i 1051). Mogą być czymś uwarunkowane i przez wystawiającego odwołane. Raz udzielone nie tracą ważności w wypadku wygaśnięcia władzy tego, który je wystawił. Dymisorie składane są biskupowi utrzymującemu łączność ze Stolicą Apostolską z wyjątkiem biskupa innego obrządku niż kandydat do święceń. Po otrzymaniu dymisorii biskup musi się przekonać o ich autentyczności
W Bractwie św. Piusa X również dymisorie mają być wysyłane przez Przełożonego Generalnego do wybranego biskupa. W Opus Dei dymisorie wystawia prałat po ukończeniu formacji.